# 공정공학
공정공학(工程工學)은 인간이 원재료와 에너지를 산업적 수준에서 사회에 유용한 제품으로 변환할 수 있도록 하는 자연의 기본 원리와 법칙 을 이해하고 적용시키는 학문 분야이다. 압력, 온도 및 농도 구배 와 같은 자연의 원동력과 질량 보존 법칙을 활용함으로써 공정공학은 원하는 화학 제품을 대량으로 합성하고 정제하는 방법을 개발할 수 있다. 공정공학은 화학적, 물리적 및 생물학적 프로세스의 설계, 운영, 제어, 최적화 및 강화에 중점을 둔다. 또한 농업, 자동차, 생명 공학, 화학, 식품, 재료 개발, 광업, 원자력, 석유 산업, 제약 및 소프트웨어 개발과 같은 광범위한 산업을 포괄한다.

## 같이 보기
- 산업공학
- 재료과학